# Sara Klein
Sara Klein (* 19. Mai 1994) ist eine australische Hürdenläuferin, die sich auf den 400-Meter-Hürdenlauf spezialisiert hat.

## Sportliche Laufbahn
Erste internationale Erfahrungen sammelte Sara Klein im Jahr 2012, als sie bei den Juniorenweltmeisterschaften in Barcelona mit 58,93 s im Halbfinale über 400 m Hürden ausschied. 2019 siegte sie in 56,07 s bei den Ozeanienmeisterschaften in Townsville und erhielt damit ein Freilos für die Weltmeisterschaften Anfang Oktober in Doha, bei denen sie mit 56,97 s in der ersten Runde ausschied.

## Persönliche Bestleistungen
- 400 m Hürden: 56,07 s, 27. Juni 2019 in Townsville